# Arabella, der Roman eines Pferdes
Arabella, der Roman eines Pferdes, manchmal auch nur kurz Arabella genannt, ist ein deutscher Stummfilm aus dem Jahre 1924 von Karl Grune. Die Titelrolle spielen sowohl das Pferd als auch Hollywoodstar Mae Marsh.

## Handlung
Ein Fohlen büxt von der Weide seines Besitzers aus und verläuft sich. Als das junge Pferd in einen Sumpf gerät, droht es darin zu versinken. Wie der Zufall es will, kommt gerade eine junge Frau des Wegs und zieht es wieder heraus. Es ist die Zirkustänzerin Arabella; sie wird vom Gestütsbesitzer, einem jungen Herrenreiter, zur Namensgeberin des von ihr geretteten Jungpferdes gemacht. Jahre später werden der Pferdeeigner und die junge Artistin Mann und Frau. Das Glück aller scheint perfekt, und auch für das Pferd Arabella scheint es nur noch steil bergauf zu gehen.
Arabella gewinnt als Rennpferd allerlei Preise, doch dann kommt es zu einem schweren Rückschlag. Nach einem weiteren Sieg bei einem Rennen verunglückt das Pferd, und dessen Galoppkarriere scheint frühzeitig beendet. Der Zossen wird verkauft, fristet eine Zeitlang sein Dasein als Karussellpferd, wird von einem Artisten namens William, der einst die Zirkustänzerin Arabella vergeblich liebte, aus Frust schlecht behandelt und endet schließlich als Droschkengaul. Eines Tages erkennen die Gutsherrin Arabella und ihr Mann das geschundene und heruntergekommene Tier wieder und beschließen, es sofort wieder zu sich zu nehmen. Damit wird dem Pferd Arabella ein würdiges Gnadenbrot auf dem Hof ermöglicht.

## Produktionsnotizen
Arabella passierte die Zensur am 21. August 1924 und wurde am 2. Oktober 1924 im Berliner Mozartsaal uraufgeführt. Der Film besaß eine Länge von fünf Akten auf 2494 Metern und wurde für die Jugend verboten.
Für die US-Stummfilmdiva Mae Marsh blieb dies ihr einziger deutscher Film. Die Bauten stammen von Karl Görge, die Kostüme von Ernő Metzner.

## Einordnung
Der Film, 1925 in England ein großer Erfolg, beschritt im Narrativen völlig neue Wege und erzählte die wechselvolle und tragische Geschichte seines vierbeinigen Protagonisten ausschließlich von der Warte des Pferdes. Diese Erzählweise wurde später international mehrfach kopiert, vor allem im ersten Lassie-Film (1943) aber auch in einem weiteren Pferdefilm, Black Beauty (1970).